# Peugeot Type 5
La Peugeot type 5 est un modèle d'automobile fabriqué par le constructeur français Peugeot en 1894.

## Historique
La Peugeot type 5 est un modèle conçu en 1894 par Armand Peugeot, fondateur des automobiles Peugeot, à base d'un fiacre motorisé.

## Course automobile
En 1894, cette voiture, pilotée par le contremaitre pilote-essayeur Auguste Doriot, participe au concours Paris-Rouen, première compétition automobile au monde, organisée par le quotidien parisien Le Petit Journal. Peugeot arrive ex æquo avec Panhard & Levassor après 126 km courue entre 21 concurrents.